# Sømandsvise
Sømandsviser er en undergenre af traditionel folkemusik, der engang har været almindelige til brug som arbejdssange til at akkompagnere rytmisk arbejde ombord på sejlskibe.
På engelsk kaldes de shanties (ental shanty), der er afledt fra latin cantare via fransk chanter, og de opstod i midten af 1800-tallet til at beskrive arbejdssange, der var blevet udviklet og brugt på handelsskibe i årtierne inden den amerikanske borgerkrig. Sømandsviser hjalp med at synkronisere og dermed optimere arbejdsgange på de stadigt større skibe med stadig mindre besætning, der derfor blev nødt til at følge strikser skemaer.
Sømandsviserne brugtes i forbindelse med eksempelvis at laste og losse skibe, ved brug af gangspil til at hejse ankeret, til at sætte sejl eller andet tungt arbejde, som krævede at flere personer skulle samarbejde og synkronisere deres bevægelser.
Mange sømandsviser består af call and response, hvor én en person synger en linje og resten svarer eller synger et omkvæd. Normalt blev sømandsviser sunger uden instrumentalt akkompagnement, da deltagerne arbejdede og derfor ikke kunne spille instrumenter samtidig.
I takt med at dampskibe blev mere udbredte forsvandt sømandsviser til brug på skibene, da de ikke i samme grad var nødvendige.
Sømandsviser er siden blev indspillet af mange kunstnere, bl.a. Sex Pistols, The Dubliners, The Pogues og Gaelic Storm.
Blandt moderne kunstnere som primært eller for en stor dels vedkommende spiller sømandsviser er Bellowhead, Fisherman's Friends, Great Big Sea, Nathan Evans, Santiano og The Longest Johns.
Langt de fleste sømandsviser er på engelsk, men der findes også på andre sprog.
Dansk
Jensen, Johannes V.: "En Sømand har sin Enegang"
Fransk
Hayet, Capt. Armand: Chansons de Bord. Paris: Editions Eos (1927).
Tysk
Baltzer, R. and Klaus Prigge. "Knurrhahn": Sammlung deutscher und englischer Seemannslieder und Shanties wie sie auf deutschen Segelschiffen gesungen wurden. Vol. 1, 2. Kiel: A. C. Ehlers (1935–6).
Norsk
Brochmann, H. Opsang fra Seilskibstiden. Christiania: Norske Förlags Kompani Ltd. (1916).
Svensk
Sternvall, Sigurd. Sång under Segel. Stockholm: Albert Bonniers Förlag (1935).

## I film og tv
Sømandsviser er blevet brugt i en række film og tv-serier. Meget ofte bliver de ikke brugt i den behørige arbejdskontekst, og nogle gange slet ikke i forbindelse med sejlads, og mange gange er det anakronistisk, men bruges til at skabe stemninger og lignende i fortællingen. Det følgende er en liste af film og tv-serier, hvor traditionelle sømandsviser har indgået.
- The Phantom Ship (1935): "Whiskey Johnny", "New York Girls", "Johnny Come Down to Hilo", "Sally Brown"
- Mutiny on the Bounty (1935): "Drunken Sailor" (kun melodi), "Hanging Johnny"
- Captains Courageous (1937): "Blow the Man Down", "Drunken Sailor"
- The Ghost Ship (1943): "Blow the Man Down"
- The Curse of the Cat People (1944): "Reuben Ranzo"
- Great Expectations (1946): "Sally Brown"
- Skatteøen  (1950): "Johnny Come Down to Hilo" (kun melodi)
- Against All Flags (1952): "Haul on the Bowline"
- Moby Dick (1956): "Come Down You Bunch of Roses" (som "Blood Red Roses"), "Heave Away, My Johnnies", "The Maid of Amsterdam (A-Roving)", "Paddy Doyle's Boots", "Sally Brown", "Reuben Ranzo"
- The Buccaneers (1956–1957): "Blow ye winds of morning", "The Maid of Amsterdam", "Oh Shenandoah", "Spanish Ladies", "Blow the Man Down", "Johnny Come Down to Hilo" mf.
- Billy Budd (1962): "Hanging Johnny"
- Jaws (1975) : "Spanish Ladies"
- Roots (1977): "Haul the Bowline", "Haul Away, Joe" på briggen Unicorn
- Lonesome Dove (1989): "Rise Me Up from Down Below" (aka "Whiskey-O")
- Down Periscope (1996): "Blow the Man Down"
- Moby Dick (1998): "New York Girls", "Cape Cod Girls" ("Bound Away to Australia"), "Donkey Riding" og "Haul Away Joe"
- SpongeBob SquarePants (1999): "Blow The Man Down" også brugt i temaet,[4] "Drunken Sailor", "Spanish Ladies" among others
- Gangs of New York (2002): "New York Girls"
- Master and Commander: The Far Side of the World (2003): "Don't Forget Your Old Shipmate"[5] and "Spanish Ladies"[6]
- Pirates of the Caribbean (filmserie): "Yo Ho, A Pirate's Life for Me", "Fifteen Men on a Dead Man's Chest", "Hoist the Colors", "Jolly Sailor Bold"
- Moby Dick (2011): "Lowlands Away", "Blow You Winds Southerly", "Blood Red Roses", "The Hog-Eye Man", "Leave Her Johnny", "Haul Away Joe"
- Treasure Island (2012): "Lowlands Away My John"
- The Big Bang Theory (2012): "Blow the Man Down"
- The Polar Sea (2014): "Northwest Passage"
- The Finest Hours (2016): "Haul Away, Joe"
- The Lighthouse (2019): "Doodle Let Me Go "
- Fisherman's Friends (2019): Island Records udgav soundtracket til filmen om gruppen Fisherman's Friends med titlen Keep Hauling
- Saturday Night Live (2021): "Sea Shanty" med værten Regé-Jean Page